# Cambio climático en Liberia
El cambio climático en Liberia causa muchos problemas ya que Liberia es particularmente vulnerable al cambio climático. Como muchos otros países de África, Liberia se enfrenta tanto a problemas ambientales existentes como a desafíos de desarrollo sostenible. Debido a su ubicación en África, es vulnerable al clima extremo, los efectos costeros del aumento del nivel del mar y los cambios en los sistemas de agua y la disponibilidad de agua.
Se prevé que el cambio climático afectará gravemente a la economía de Liberia, especialmente a la agricultura, la pesca y la silvicultura. Liberia ha sido un participante activo en los cambios de políticas locales e internacionales relacionados con el cambio climático.

## Impactos en el medio ambiente natural

### Aumento del nivel del mar

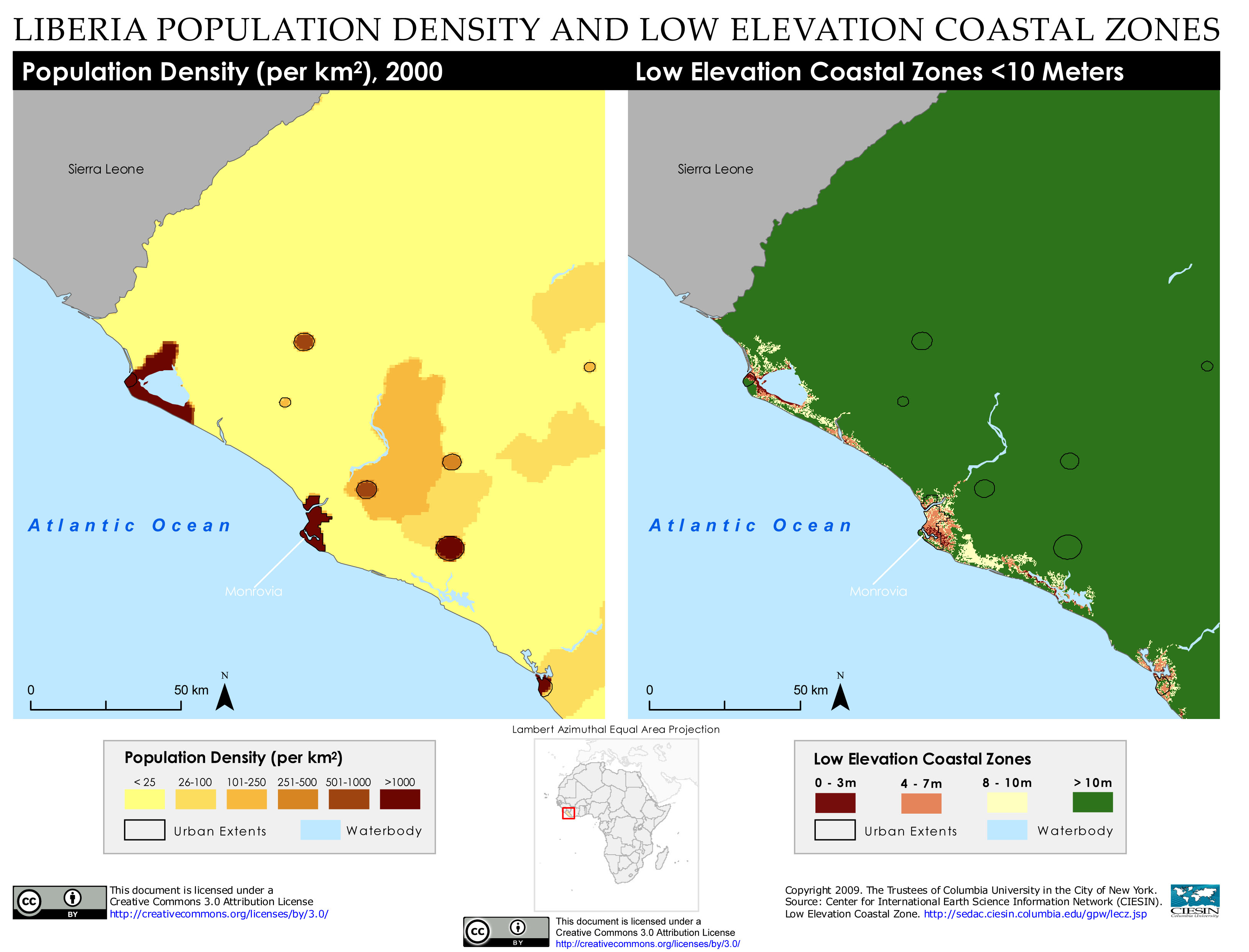
Densidad de población y zonas costeras de baja elevación. Monrovia es especialmente vulnerable al aumento del nivel del mar.

El 60% de la población de Liberia vive a lo largo de la costa. A medida que aumenta el nivel del mar, se espera que ejerza presión sobre una serie de poblaciones, incluidas las comunidades en barrios marginales como el barrio de West Point. Además, se espera que este aumento del nivel del mar genere pérdidas de $250 millones.

### Recursos hídricos
Se espera que la alta evaporación, los cambios en los patrones de lluvia estacionales y la disminución de la escorrentía provoquen una disminución del agua y una peor calidad del agua. Además, para la década de 2020 se espera que el Proyecto Hidroeléctrico Mount Coffee tenga dificultades para mantener el suministro de agua. Además, se espera que el aumento del nivel del mar provoque un aumento de la salinización en importantes comunidades costeras. En particular, se espera que el aumento de la escorrentía cree mayores problemas de calidad del agua, exacerbando los desafíos existentes en la calidad del agua.

## Impactos en las personas

### Impactos económicos

#### Agricultura
El 61 por ciento del PIB y el 75 por ciento del empleo se encuentran en el sector agrícola. Se espera que el cambio climático tenga una serie de impactos en el clima extremo, además de una disminución de los rendimientos de los cultivos para crear inseguridad alimentaria.

## Mitigación y adaptación

### Políticas y legislación
La Agencia de Protección Ambiental de Liberia lanzó un plan de respuesta nacional en 2018.

### Cooperación internacional
Liberia fue uno de los primeros receptores del Fondo Verde del Clima, y recibió una importante financiación en 2014 de Noruega para abordar las prácticas forestales, los subsidios a los combustibles fósiles y las energías renovables en el país.